# Українська загальноосвітня школа (Талалаївський район, Чернігівська область)
Украї́нська ЗОШ І-ІІІ ступенів — навчальний заклад с. Українське Талалаївського району Чернігівської області

## Історія закладу
У с. Українське (колишня назва Ярошівка) діяла церковно-парафіяльна школа, збудована на кошти Скоропадського у 1900.
До 1927 у Ярошівці можна було здобути лише початкову освіту.
Навчали дітей вчителі Кропива Євдокія Панасівна, Романенко Микола Васильович, Кисленко Василь Григорович, Левчич Мотрона Василівна. 
Очолював педколектив Верескун Василь Веремійович. Паралельно діяв лікнеп, роботою якого керувала Левчич Мотрона Василівна.
В 1927 школа стає семирічною. Першим директором семирічки був Гнатенко Данило Степанович.
До війни вчителювали Вишнівська Наталія Андріївна, Співак Андрій Іванович, Ходус Василь Григорович, Дрозд Параска Йосипівна, Забарна Ольга Володимирівна, Пугач Серафима Андріянівна, Левчич Мотрона Василівна, Кисленко Василь Григорович.
Директор Гнатенко Д.С., вчителі Кисленко В.Г., Ходус В.Г. загинули на фронті другої світової війни.
До 1947 школою керувала Карпова Парасковія Йосипівна. Вчителі перших повоєнних років: Діденко Лідія Михайлівна, Яковенко Костянтин Власович, Кащенко Анастасія Минівна, Ромашко Марія Степанівна, Наливайко Євдокія Сергіївна.
В 1947 повернувся з фронту і був призначений на посаду директора Мазур Микола Володимирович, який провів капітальний ремонт будівлі школи.
Після війни в школі працювали: Мазур Галина Никифорівна, Ященко Євдокія Сергіївна, Остапенко Олександра Миколаївна, Баралей Варвара Сергіївна, Литвяк Марія Стефанівна, Новосельна Віра Платонівна, Давиденко Петро Павлович.
З 1964 — Українська неповна середня.
Після Мазура М.В. педагогічний колектив очолила Ященко Євдокія Сергіївна. У 1970 було збудовано приміщення на чотири класи для учнів початкової школи.
Незважаючи на те, що будівлі, в яких навчалися діти, були старими, не відповідали вимогам сучасності, силами трудового колективу школи їх ремонтували. 
У 1973 педагогічний колектив очолив колишній випускник школи Кондратенко Василь Федорович. Потім Петько Валентина Василівна, Сидоренко Володимир Петрович, Великодна Лідія Іванівна керували школою по одному-два роки.
У 1985 директором Української восьмирічки було призначено Борейка Миколу Васильовича, який велику увагу приділив переоснащенню школи: закуплено нові меблі, велику кількість наочних посібників, технічних засобів навчання. У 1986 проведено капітальний ремонт школи.
У 1989 школа стала середнью.
З 2006 працює директором Борейко Тетяна Костянтинівна.
У січні 2008 учні та вчителі перейшли у нове приміщення школи.
Навесні 2013 на території школи її працівники посадили яблуневий сад.

## Видатні випускники
- Карпов (Вишневий) Григорій Петрович — український поет-емігрант, закінчив школу в 1934.
- Губар Олександр Іванович — член спілки письменників України, випускник 1936.
- Мусієнко Микола Олексійович — доктор біологічних наук, випускник 1956.
- Забіяка Іван Михайлович — журналіст, випускник 1969.
- Шкурко Микола Іванович — генеральний директор цукрової промисловості Чернігівської області, випускник 1965.
- Величко Павло Олексійович — лікар-ортопед Чернігівської обласної лікарні, випускник 1973.
- Романенко Микола Данилович — заслужений механізатор України, випускник 1956.

### Мають військові звання
- Полковник Пашук Дмитро Степанович
- Полковник Карпенко Микола Прокопович
- Майор Поцілуйко Степан Явтухович
- Майор Литвиненко Анатолій Миколайович
- Підполковник внутрішніх справ України Обіжисвіт Микола Михайлович
- Підполковник Кирпенко Віталій Миколайович